# Acta Universitatis Wratislaviensis. Antiquitas
Acta Universitatis Wratislaviensis. Antiquitas – seria wydawnicza w postaci zeszytów naukowych dotyczące starożytności, wydawane od 1965 roku przez Wydawnictwa Uniwersytetu Wrocławskiego. W jej ramach ukazują się monografie autorskie i prace zbiorowe.
Tom 32. Marek Winiarczyk: Utopie w Grecji hellenistycznej. 2010.
Tom 33. Marek Winiarczyk: Euhemer z Messeny. Życie i dzieło. 2012.